# 百望山森林公园
百望山国家森林公园是坐落在中国北京市海淀区西北旺地区的国家3A级景区，园区面积200余公顷。其距颐和园仅三公里，京密引水渠环绕其而过，是距北京城最近的森林公园。百望山是太行山延伸到华北平原最东端的山峰，有“太行前哨第一峰”的美称。百望山主峰海拔210米，可纵览北京城风光。植被覆盖率高达95%，素有北京城市氧源之称。百望山的红叶也是一大特色。

## 历史
百望山地区的林地由隶属于北京市林业局的西山实验林场辖管。

### 名字由来
关于百望山的记载最早可以追溯至唐代。《长安夜话》记载：“百望山南阻西湖，北通燕平。背而去者，百里犹见其峰，故曰‘百望’”。百望山又名望儿山。因为山下有两个村庄东北望（旺）、西北望（旺）而得名。传说杨六郎与辽兵曾在山下大战，佘太君登山观战为六郎助威，因此又叫“望儿山”，保留有佘太君庙、教子台等遗迹。

### 红色旅游景区
一九三七年，百望山爆发了黑山扈抗日战役。
中国军民与日军作战，击落日军军机一架，打死日军多人。为了纪念此次战役，中国共产党的杨成武将军题写“黑山扈抗日战斗纪念碑”，镶嵌在百望山顶望京楼内。
百望山森林公园于1999年被评为北京市科普教育基地。2001年被评为国家AAA级旅游景区。2016年被评为北京市中小学社会大课堂资源单位。 2017年入选第三批“中国森林氧吧”。2018年被北京市文化和旅游局评选为爱国主义教育基地，红色旅游景区。

## 景观

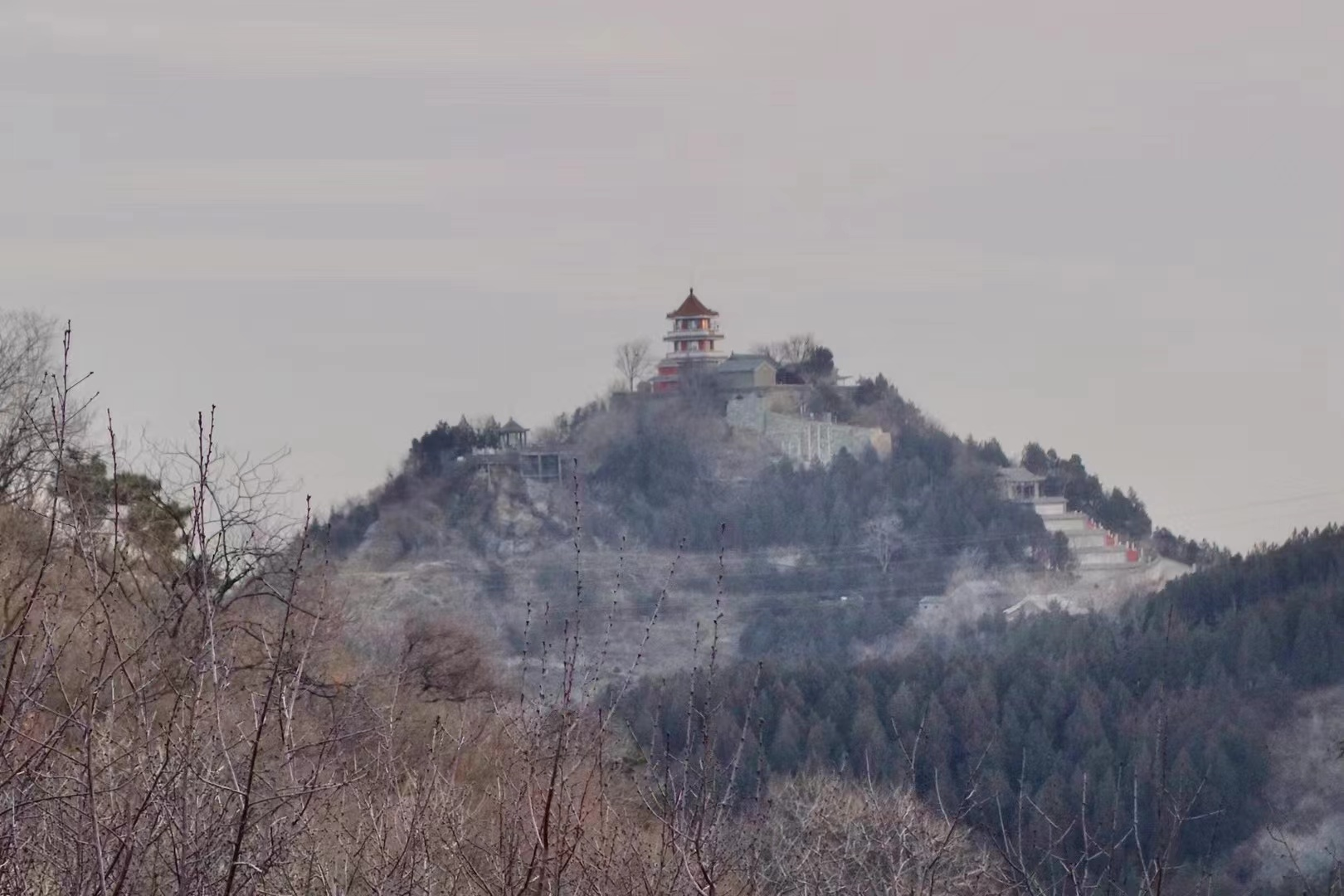
百望山主峰

百望山主峰海拔210米，与黑山头、韩家山鼎立相望。登临主峰，到达峰顶的望京楼眺望北京。向北望去，是农业稻田区;向西可见太行山，向东南可见高楼林立的北京城区。百望山是北京人人登高游览的好去处，四季景色各异。另外，百望山森林茂密，植被覆盖率高达95%以上，草木种类繁多，因有北京城市氧源之称。

### 眺望
明清之交，站在百望山顶，可以眺望到约一百一十华里外潮白河离百望山最近的部分，但到20世纪80年代末左右，因空气污染，能见度就达不到前述水平了。
|                        | 山之陽有祠焉，高十五丈，登之可以望京師，可以觀東潞。 |
| ——孙承泽，《天府廣記》 |                                                      |

## 佘太君庙

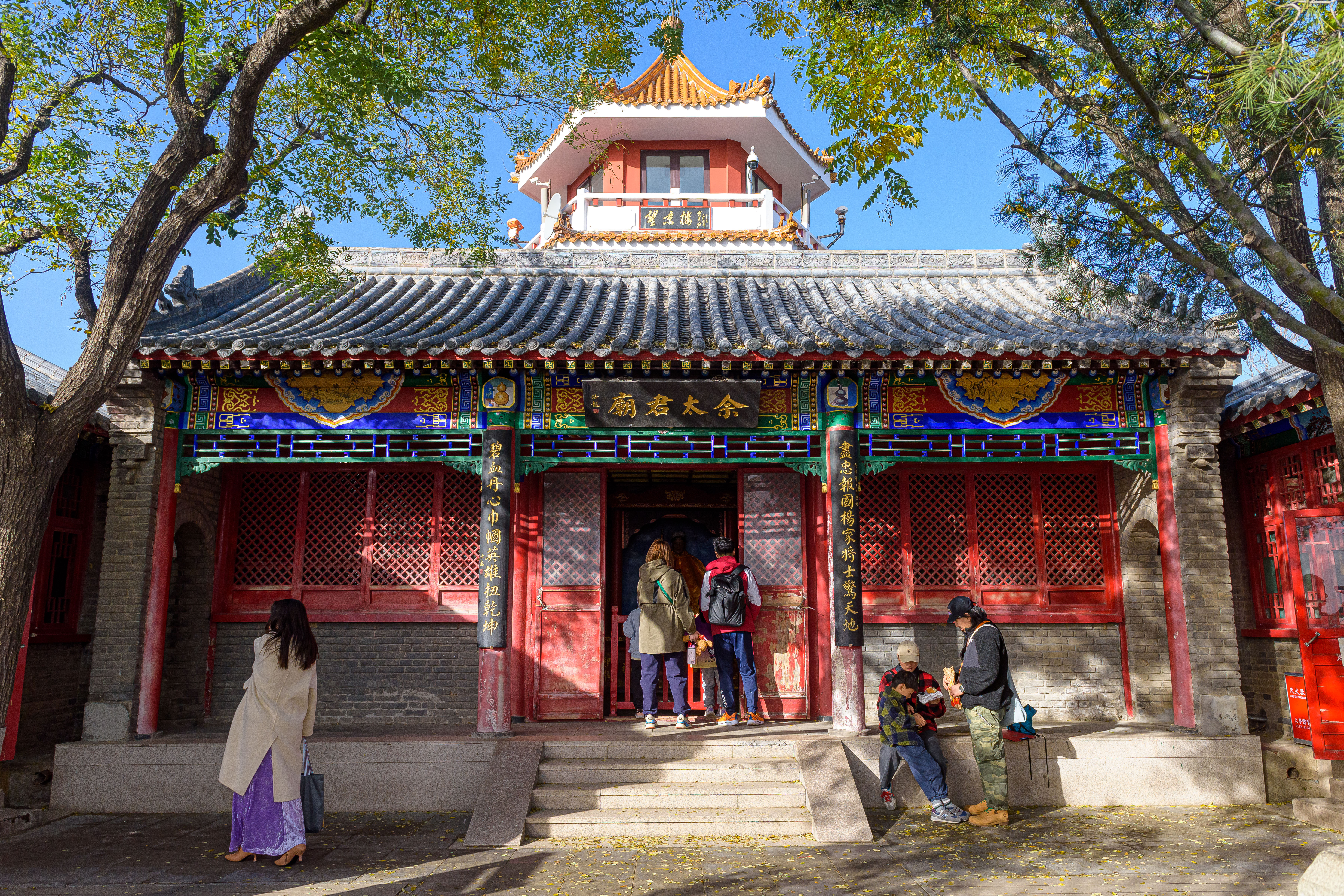
2018年重修后的佘太君庙

在山的顶峰，最早记载于明朝万历14年（公元1586年），原庙内有石像一尊。据说，此像是金山寺一个叫李三的和尚雕刻。清末年间，庙毁于战乱，石像也不知去向，现今庙内有佘太君、杨八姐、杨六郎三尊石像，是20世纪80年代重修佘太君庙时重新刻置的。2018年5月，首都绿色文化碑林管理处对佘太君庙进行了修缮。

## 特色

### 猛禽
百望山森林茂密，适合猛禽生存，2003年，国际爱护动物基金会曾经在此组织放生过4只猛禽，百望山还是二十餘種猛禽在氣候更替的季節遷徙的必經之路，是北京城區觀鳥最佳地點，在百望山，观鸟者最易辨识的猛禽候鸟是叉形尾羽的黑鸢，只是数量长期较其他地区少。

### 碑林文化

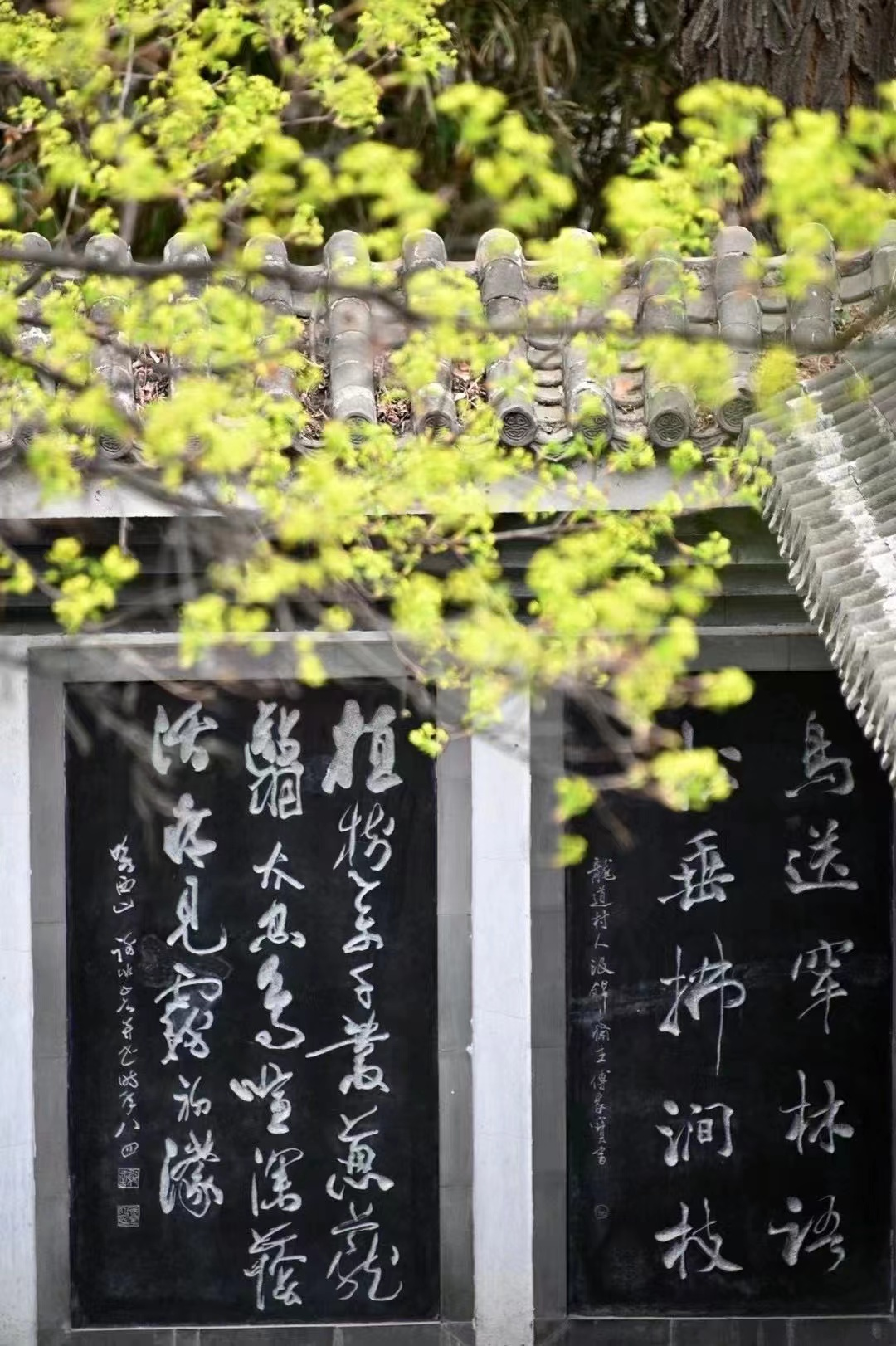
碑林

首都绿色文化碑林位于百望山森林公园，截至2019年已经保存有上千块石碑，石碑上雕刻都是社会知名人士的墨迹，人士中不乏中国共产党和中国政府的高层。碑林中心区是容纳毛泽东手书“绿化祖国”和“实行大地园林化”的碑亭，此外碑林管理机构还进行策展和收集文史资料。

### 望儿山佘（赛花）太君的传说

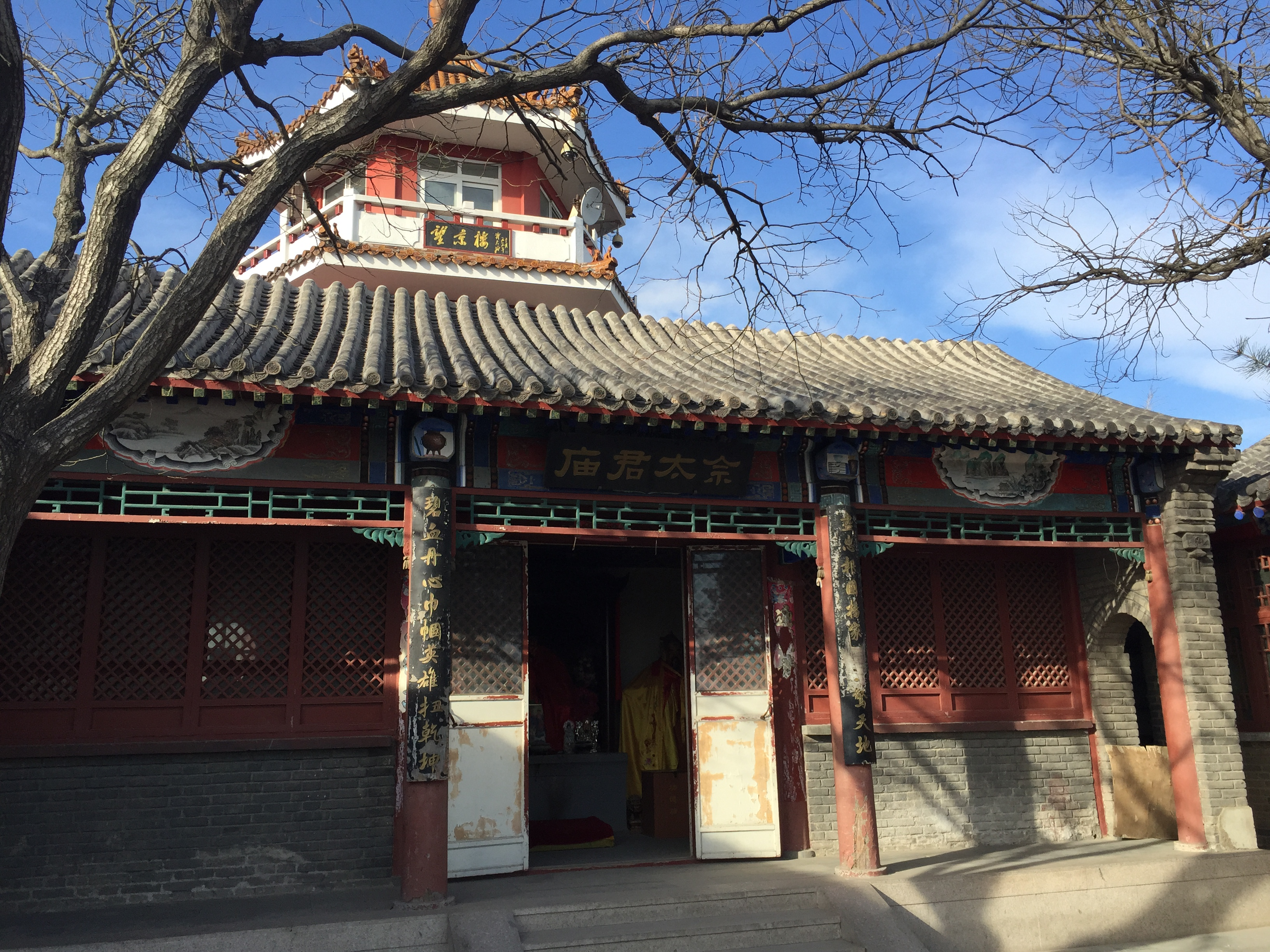
位于百望山的佘太君庙和望京楼

## 交通
公园东门外的黑山扈路设有百望山森林公园公交站。此外，北京地铁16号线马连洼站位于百望山森林公园东门以东700米处。